# Fackelblomster
Fackelblomster (Lythrum salicaria) är en praktfullt blommande ört, med purpurröd blomspira. Den kan bland annat återfinnas i snårvegetationen vid  sjöars steniga stränder. Där blommar fackelblomstret under högsommaren i sällskap med frossört, besksöta, videört, vasstarr och några videarter, Salix, vilka den kommer ganska nära till bladform och storlek (därav namnet "salicaria").

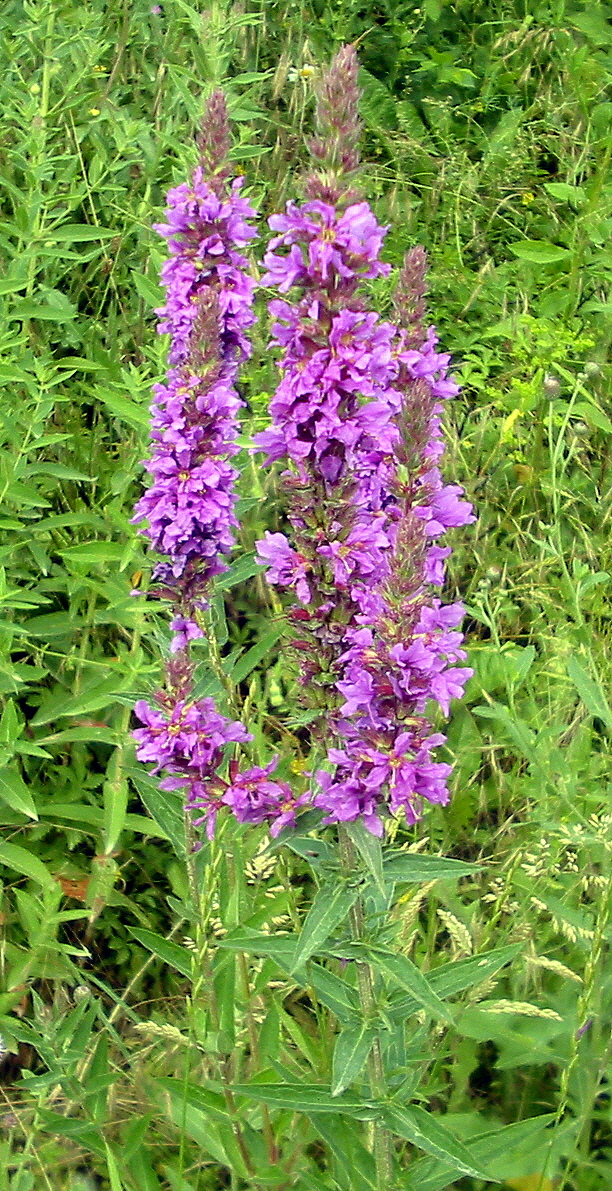
Fackelblomster

Blommans byggnad påminner i huvudsak om häggens genom att blomaxeln är starkt utbredd och bägarformigt fördjupad. På denna bägares kant sitter hyllebladen, ståndarna är vidvuxna dess insida, och pistillen sitter i dess botten. Lythrum har två kretsar foderblad, sex blad i varje krets (därav ytterfoderbladen längre och smalare), sex kronblad, 12 ståndare i två kretsar och ett 2-bladigt fruktämne. Frukten är ett 2-rummigt fröhus.
Särdeles märkvärdig är blommans trimorfism (treformighet) genom de olika längdförhållandena mellan ståndarna (båda kretsarna) och stiftet. Här förekommer nämligen stiftolikhet med tre former eller så kallad heterotristyli. Märket och ståndarknapparna, tagna 6 och 6, bildar 3 våningar av olika höjd, och stiftet är av tre olika storlekar hos olika individer, så att märket intager än den översta våningen, än den mellersta, än den understa. Härtill kommer, att ståndarknapparna har två olika färger, emedan de som befinna sig i den överst våningen är blågröna men i de lägre våningarna är knapparna gula.
Arten är allmän i Norden, men har sin nordgräns ungefär vid polcirkeln. Den blommar under sommarens senare del.
I delar av Nordamerika, där fackelblomster introducerats, anses den vara en invasiv art som bör bekämpas.